# Yip Wing-sie

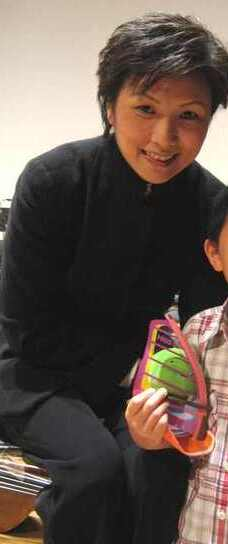
Yip Wing-sie (2008)

Yip Wing-sie (chinesisch 葉詠詩 / 叶咏诗, Pinyin Yè Yǒngshī, Jyutping Jip6 Wing6si1, * 1960 in Guangzhou, China) ist eine chinesische Violinistin und Dirigentin aus Hongkong.

## Leben
Yip studierte Violine und Dirigieren am Royal College of Music in London und an der Indiana University in Bloomington. 1986 und 1992 besuchte sie mithilfe zweier Stipendien Dirigierkurse am Tanglewood Music Center in Massachusetts. Zu ihren Lehrern gehören Leonard Bernstein, Norman Del Mar, Seiji Ozawa, David Atherton und Gustav Meier.
Sie war von 2002 bis April 2020 Musikdirektorin der Hong Kong Sinfonietta und tourte durch Asien, nach Europa und Südamerika. Seit Mai 2020 ist sie dort Music Director Emeritus. Außerdem ist sie erste Gastdirigentin des Guangzhou Symphony Orchestra, das sie von 1997 bis 2003 leitete. Von 1986 bis 2000 stand sie dem Hong Kong Philharmonic Orchestra vor. Sie dirigierte darüber hinaus u. a. New Japan Philharmonic, Auckland Philharmonia Orchestra, Orchestre National du Capitole de Toulouse und Warsaw Philharmonic. Sie spielte im Wiener Musikverein und anderen bekannten Konzertsälen. Yip kooperierte mit Musikern wie Augustin Dumay, Shlomo Mintz, Fou Ts'ong, Itzhak Perlman, Anne-Sophie Mutter und Pinchas Zukerman.
Von 2005 bis 2006 war sie Gastprofessorin an der Nationaluniversität Singapur. 2010 wurde sie Fellow am Royal College of Music in London.

## Auszeichnungen
- 1985: Gewinner des Concours International de Jeunes Chefs d'Orchestre de Besançon
- 1988: Preisträger der Tokyo International Music Competition for Conducting
- 1990: Hong Kong Ten Outstanding Young Persons' Award
- 2006: Ehrendoktor der Open University of Hong Kong
- 2007: Chevalier de l'Ordre des Arts et des Lettres